# 탈네

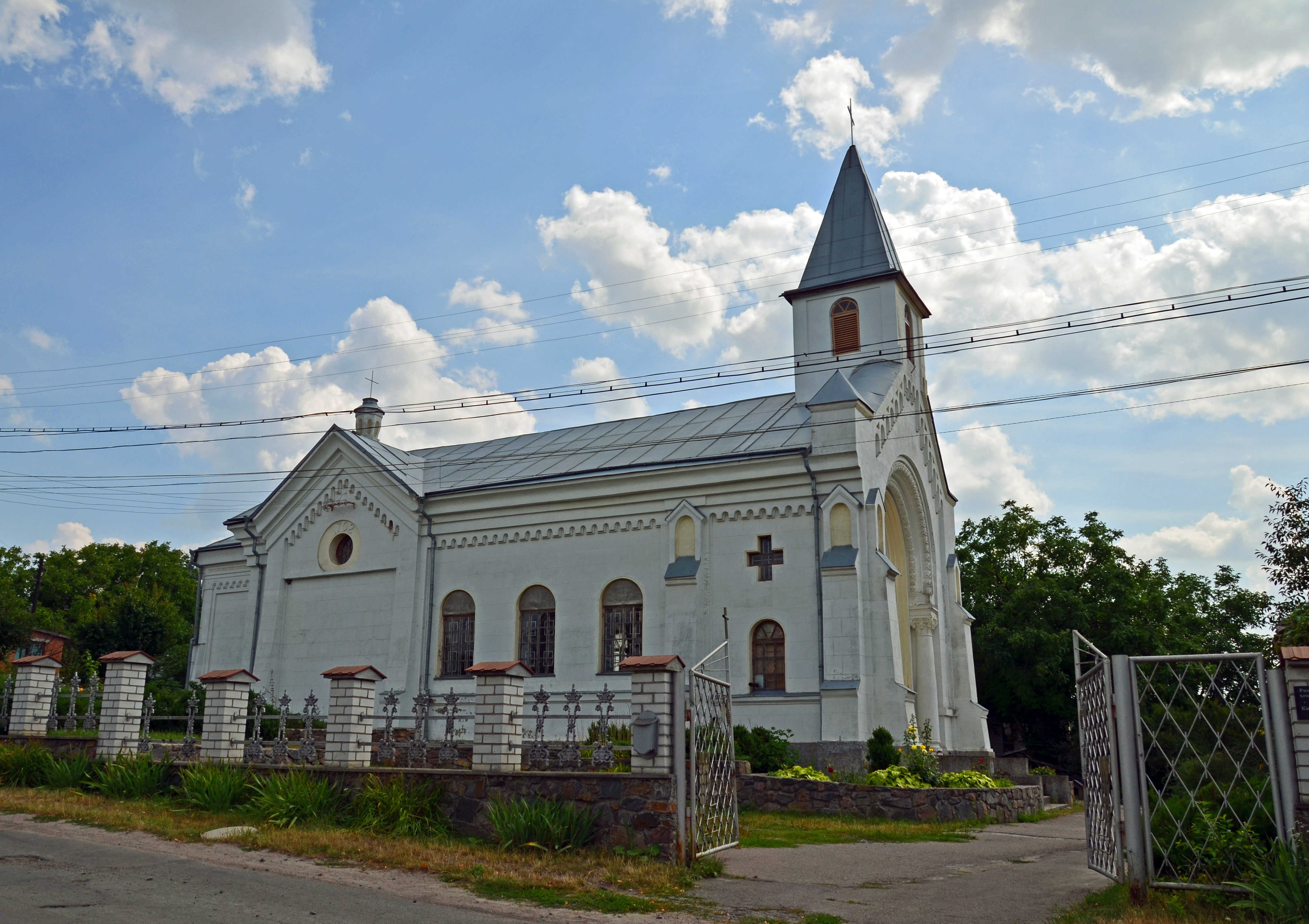

탈네(우크라이나어: Тальне́, 러시아어: Тальное 탈노예[*])는 우크라이나 체르카시주의 도시이다. 인구는 2024년 기준 12,649명이다.

## 같이 보기
- 우크라이나의 도시 목록